# I. A. R. Wylie
I. A. R. Wylie, pseudonimo di Ida Alexa Ross Wylie (Melbourne, 16 marzo 1885 – Princeton, 4 novembre 1959), è stata una scrittrice e poetessa australiana con cittadinanza statunitense.
Il suo bestseller è il romanzo Keeper of the flame del 1942.

## Al cinema
- 1920 - dal romanzo The Hermit Doctor of Gaya i registi Herbert Blaché, Charles Bryant e Robert Z. Leonard trassero il film Più forte della morte
- 1938 - dal racconto Vivacious Lady il regista George Stevens trasse il film Una donna vivace
- 1943 - da Keeper of the Flame il regista George Cukor trasse il film Prigioniera di un segreto, interpretato dalla coppia Katharine Hepburn - Spencer Tracy
- 1952 - dal racconto Phone Call from a Stranger fu tratto il film Telefonata a tre mogli
- 1953 - dal racconto Why Should I Cry? del 1949 fu tratto il film La maschera e il cuore (Torch Song), interpretato da Joan Crawford